# مارك ييتس (لاعب كرة قدم)
مارك ييتس (بالإنجليزية: Mark Yates)‏ (24 يناير 1970 ببرمنغهام في المملكة المتحدة - ) هو مدرب كرة قدم ولاعب كرة قدم بريطاني في مركز الوسط. شارك مع منتخب إنجلترا لكرة القدم C ‏. أما مع النوادي، فقد لعب مع برمنغهام سيتي وكولتشستر يونايتد ونادي بيرنلي ونادي دونكاستر روفرز ونادي كيدرمينستر هاريرز لكرة القدم ولينكولن سيتي أف سي ونادي تشيلتنهام تاون لكرة القدم.

## وصلات خارجية
- مارك ييتس على موقع قاعدة بيانات كرة القدم.إي يو (الإنجليزية)
- مارك ييتس على موقع Soccerbase.com (لاعب) (الإنجليزية)